# Drop the World
Drop the World è un brano musicale del rapper di New Orleans Lil Wayne, pubblicato come terzo singolo estratto dall'album Rebirth. La canzone è stata prodotta da Hit-Boy e Chase N. Chase e figura il featuring di Eminem. Il singolo è stato pubblicato il 22 dicembre 2009.

## Tracce
Promo - CD-Single Cash Money / Motown
1. Drop The World - 3:51

## Classifiche
| Classifica (2010)          | Posizione Più alta |
| -------------------------- | ------------------ |
| Billboard Canadian Hot 100 | 24                 |
| Irish Singles Chart        | 43                 |
| Official Singles Chart     | 51                 |
| UK R&B Chart               | 19                 |
| US Billboard Hot 100       | 18                 |